# 傅伏
傅伏（?—?），北齐、北周大臣。
北齐末年，傅伏为行台尚书右仆射、东雍州刺史。周武帝多次派北齐投降的人士招降傅伏，傅伏据城坚守。后来知道齐后主高纬被俘，大哭后投降北周。北周任命他为上仪同、岷州刺史。不久，傅伏去世。

## 延伸阅读
[在维基数据编辑]
 《北齊書·卷41》，出自李百药《北齊書》
 《北史·卷053》，出自李延壽《北史》